# 东安路街道
东安路街道，是中华人民共和国河南省平顶山市卫东区下辖的一个乡镇级行政单位。

## 行政区划
东安路街道下辖以下地区：
东苑社区、地矿社区、鸿翔社区、安培社区和葡萄园社区。